# You Don't Fool Me
You Don't Fool Me är en låt av engelska rockgruppen Queen. Låten finns med på albumet Made In Heaven (släppt 1995). Låten släpptes även som singel 1996, och är en av Queens singlar som släpptes efter Freddie Mercurys bortgång. Låten finns förutom på Made In Heaven med på deras samlingsalbum Greatest Hits III, som var deras andra samlingsalbum de släppte efter Mercurys död 1991.